# 查理·卡維爾
查理·卡維爾（1988年7月31日—）是美國的一位演員。他最著名的作品是在慾望師奶中飾演Porter Scavo角色。他的孿生兄弟馬克斯·卡維爾也是一名演員。雖然兄弟倆都是雙胞胎，卻是在凌晨的跨日出生，因此他與弟弟的生日不是同一天。查理已公開自己是男同性戀者。

## 外部連結
- 查理·卡維爾在互联网电影资料库（IMDb）上的資料（英文）
- 查理·卡維爾的X（前Twitter）